# Lättja

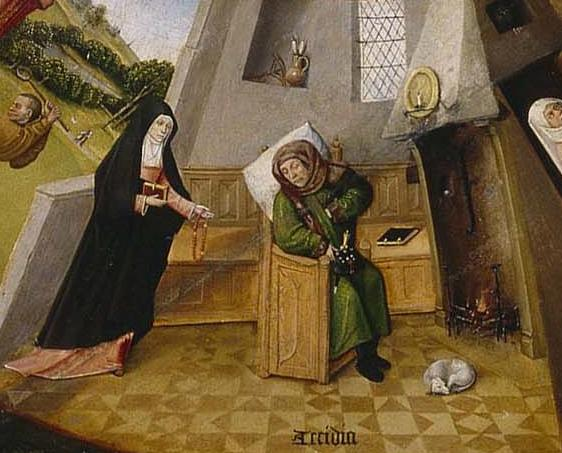
Acedia i De sju dödssynderna och de fyra sista sakerna, av Hieronymus Bosch.

Lättja är inom kristendomens moraltradition (Latin: acedia) en av de sju dödssynderna. Lättja förklaras ofta som lathet, likgiltighet eller passivitet. Motsatsen till lättja är flit.
Detta är den svåraste synden att definiera och kreditera som synd, eftersom den hänvisar till ett urval av idéer, från antiken och inklusive mentala, andliga, patologiska och fysiska tillstånd. En definition är en vanemässig ovilja mot ansträngning. Det latinska ordet acedia kommer från grekiskans akedia med betydelsen "frånvaro av att bry sig".
Åsikter om dygden av att arbeta för att stödja samhället och främja Guds plan tyder på att man genom inaktivitet inbjuder till synd: "För finner fortfarande något ofog för lediga händer att göra." (Against Idleness and Mischief av Isaac Watts)

## Definition
Ordet "slöhet" är en översättning av den latinska termen acedia och betyder "utan vård". Andligt talade acedia först om en plåga för kvinnor, religiösa personer, där de blev likgiltiga för sina plikter och skyldigentaliteteter gentemot Gud. Mentalt har acedia ett antal särskiljande komponenter av vilka den viktigaste är affektlöshet, brist på någon känsla för sig själv eller andra, ett sinnestillstånd som ger upphov till tristess, elakhet, apati och en passiv, inert eller trög mentalitet.
Fysiskt är acedia i grunden ett upphörande av rörelsen och en likgiltighet för arbete. Det kommer till uttryck i slöhet, sysslolöshet och tröghet. Två kommentatorer anser att den mest korrekta översättningen av acedia är "självömkan", för den "förmedlar både melankolin i tillståndet och självcentrering på vilken den är grundad."

### Katolicismen
I sin Summa Theologica definierade Saint Thomas av Aquino lättja som "sorg över andligt gott" och som "självsynthet i sinnet som försummar att vara gott ... [den] är ond till sin effekt, om den förtrycker människor så att det drar Honom helt borta från goda gärningar." Enligt Katolska kyrkans katekes, "går acedia eller lättja så långt att de vägrar glädje från Gud och stöts bort av godhet."
Lättja ignorerar de sju nådegåvorna som gavs av den Helige Anden (visdom, förståelse, råd, kunskap, fromhet, mod och fruktan för Herren). Sådan ignorering bromsar andliga framsteg mot livet – att försumma mångfaldiga plikter av välgörenhet till nästan och fiendskap mot Gud.
Till skillnad från de andra huvudsynderna är lättja en underlåtenhetssynd, eftersom det är en brist på lust och/eller prestation. Det kan härröra från vilken som helst av de andra huvudfelen, till exempel kan en son underlåta sin plikt mot sin far genom ilska. Henry Edward Manning hävdade att även om tillståndet och vanan med lättja är en dödssynd, är vanan hos själen som tenderar mot det sista dödliga tillståndet av lättja inte dödlig i och för sig förutom under vissa omständigheter.
Den italienska poeten Dante Alighieri betraktar lättjans natur som en huvudlast i Canto 18 av Skärselden, den andra högsången i den gudomliga komedin. Dante möter de lättjefulla på den fjärde terrassen på berget Skärselden, där hans guide, den romerske poeten Vergilius, förklarar att lättja kan ses som effekten av en otillräcklig mängd kärlek. Följande logikerna i Contrapasso, arbetar de lättjefulla för att rensa sig själva från sina laster genom kontinuerlig löpning.

### Ortodoxi
I Philokalia används ordet nedstämdhet istället för lättja, för den som faller i uppgivenhet kommer att förlora intresset för livet. 

### Andra
Lättja har också definierats som ett misslyckande att göra saker som man borde göra, även om uppfattningen av synden under antiken var att denna lättja eller brist på arbete helt enkelt var ett symptom på apatins eller likgiltighetens last, särskilt en apati eller tristess med Gud. Samtidigt kan denna apati ses som en otillräcklig mängd kärlek.
Känslomässigt och kognitivt tar acedias ondska uttryck i bristen på någon känsla för världen, för människorna i den eller för jaget. Acedia tar form som en alienation av det kännande jaget först från världen och sedan från sig själv. Även om de mest djupgående versionerna av detta tillstånd finns i ett tillbakadragande från alla former av deltagande i eller omsorg om andra eller sig själv, noterades också ett mindre men mer bullrigt inslag av teologer. Från tristitia, hävdade Gregory den store, "det uppstår illvilja, otukt, feghet, [och] förtvivlan..." Även Geoffrey Chaucer behandlade denna egenskap av acedia och räknade syndens kännetecken till att inkludera förtvivlan, somnolens, sysslolöshet, dröjsmål, slarv, tröghet och elakhet, det sista översatts på olika sätt som "ilska" eller bättre som "peevishness". För Chaucer består människans synd av att tyna bort och hålla tillbaka, att vägra utföra godhetsgärningar eftersom, säger han/hon till sig själv, omständigheterna kring upprättandet av det goda är för svåra och för svåra att lida. Acedia enligt Chaucers uppfattning är således fienden till varje källa och motiv för arbete.
Lättja undergräver inte bara kroppens försörjning och tar inte hand om dess dagliga försörjning utan saktar också ner sinnet och stoppar dess uppmärksamhet på saker av stor betydelse. Lättja hindrar människan i sina rättfärdiga åtaganden och blir en väg till fördärv.
Enligt Peter Binsfelds Binsfelds klassificering av demoner är Belphegor huvuddemonen för synden lättja.
Dr. William Backus, kristen författare och klinisk psykolog, har påpekat likheterna mellan lättja och depression. "Depression innebär motvilja mot ansträngning, och den moraliska faran med lättja ligger i denna egenskap. Arbetet med att utöva sin vilja att fatta moraliska och andliga beslut verkar särskilt oönskat och krävande. Sålunda driver den lättjefulla personen vidare i syndavanor, övertygad om att han inte har någon viljestyrka och  hjälpt till med detta påstående av de som envisas med att endast söka biologiska och miljömässiga orsaker och medicinska botemedel mot lättja.”